# Maria Immaculata (Schwennenbach)

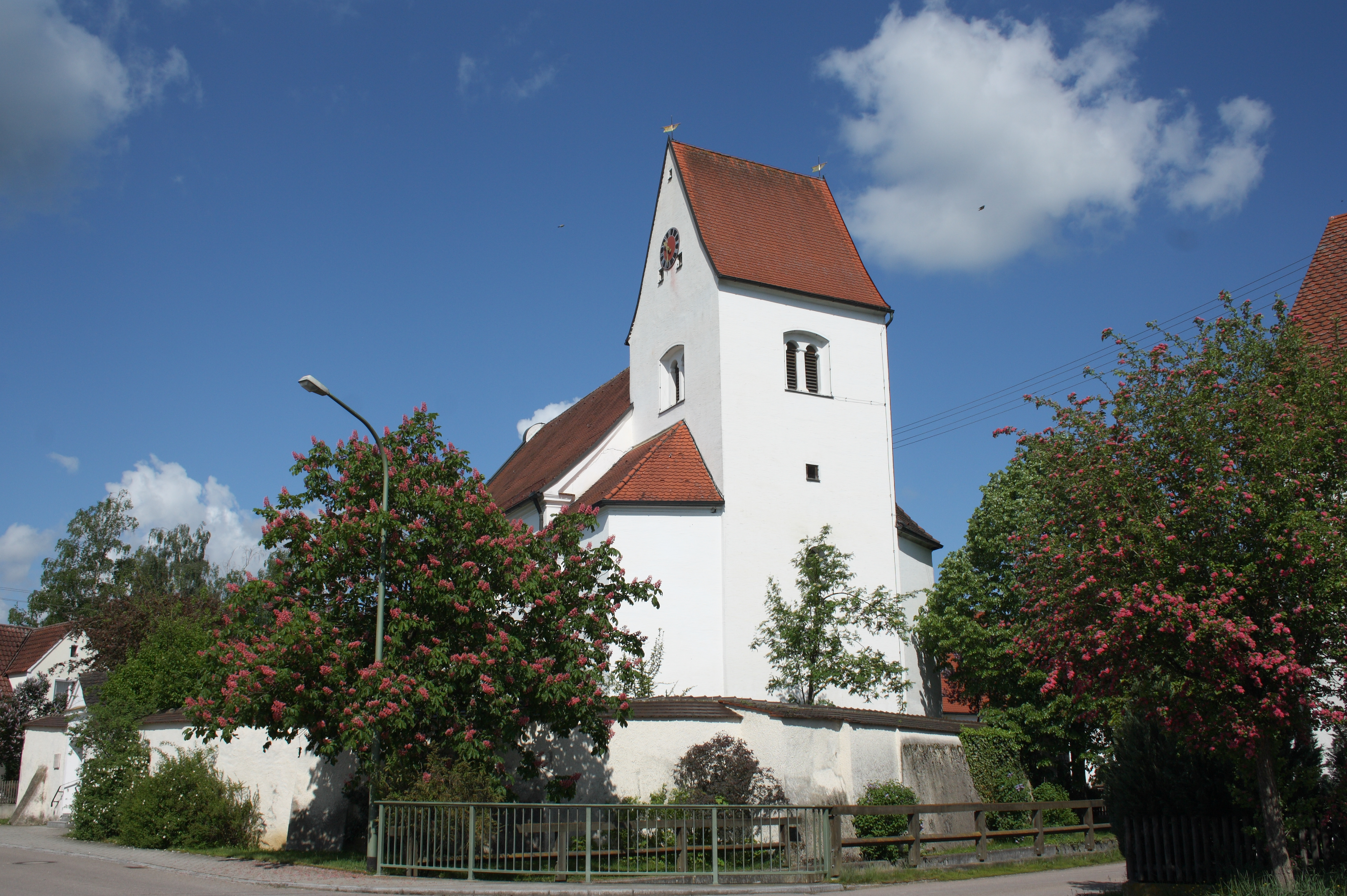
Pfarrkirche Maria Immaculata in Schwennenbach

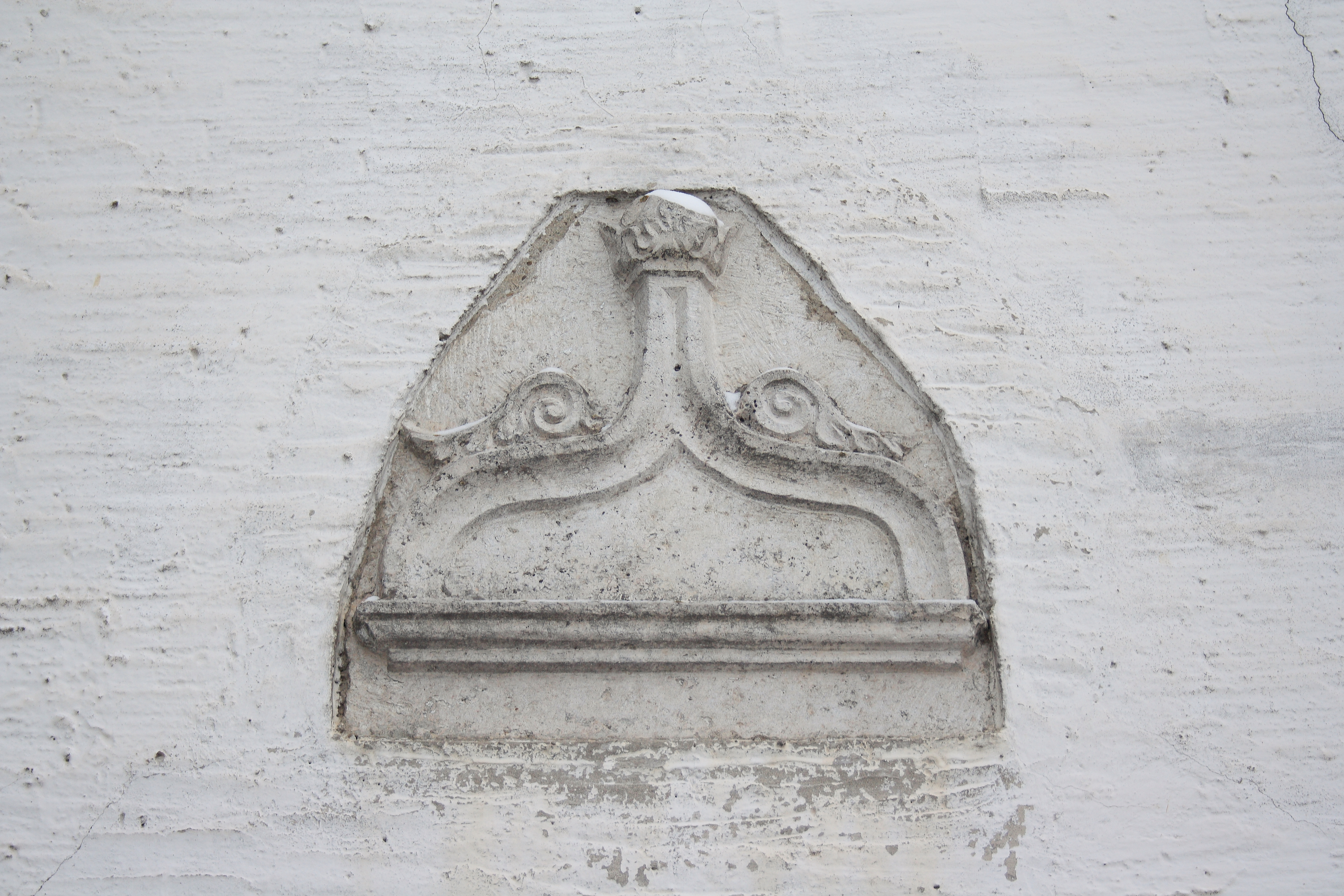
Spolie

Die römisch-katholische  Pfarrkirche Maria Immaculata in Schwennenbach, einem Stadtteil von Höchstädt im Landkreis Dillingen an der Donau im bayerischen Regierungsbezirk Schwaben, geht auf eine Chorturmkirche aus dem 14. Jahrhundert zurück. Das heutige Gebäude entstand in der zweiten Hälfte des 17. Jahrhunderts und wurde in der Mitte des 18. Jahrhunderts erweitert und erhöht. Aus dieser Zeit stammt die Ausstattung im Stil des Rokoko, die Fresken von Johann Anwander und der Stuckdekor von Bartholomäus Hoiß.

## Geschichte
Schwennenbach war bereits früh Sitz einer Pfarrei. Zwischen 1543 und 1618 war der Ort protestantisch. 1704 wurde Schwennenbach von den Kaiserlichen vor der Schlacht bei Höchstädt mit Ausnahme der Kirche niedergebrannt. Von 1710 bis nach 1800 war das Gnadenbild, die 1686 in der Kirche aufgestellte Muttergottesfigur, Ziel einer Wallfahrt.
1577 wurde der Chorturm auf Fundamenten aus dem 14. Jahrhundert von Bernhard Ranneissel aufgebaut. 1678 bis 1682 erfolgte der Neubau des Langhauses durch den Baumeister Georg Danner. Zwischen 1755 und 1757 wurde die Kirche vermutlich von Simon Rothmiller erweitert und erhöht.

## Architektur

### Außenbau
Der quadratische, viergeschossige Turm ist durch Gesimse gegliedert und wird von einem Satteldach gedeckt. Auf dem dritten Stockwerk öffnen sich rundbogige, gekoppelte Klangarkaden in segmentbogigen Nischen. Über der Tür des nördlichen Anbaus ist eine Spolie aus dem 15. Jahrhundert eingemauert, ein Kielbogen mit Fiale und Voluten.

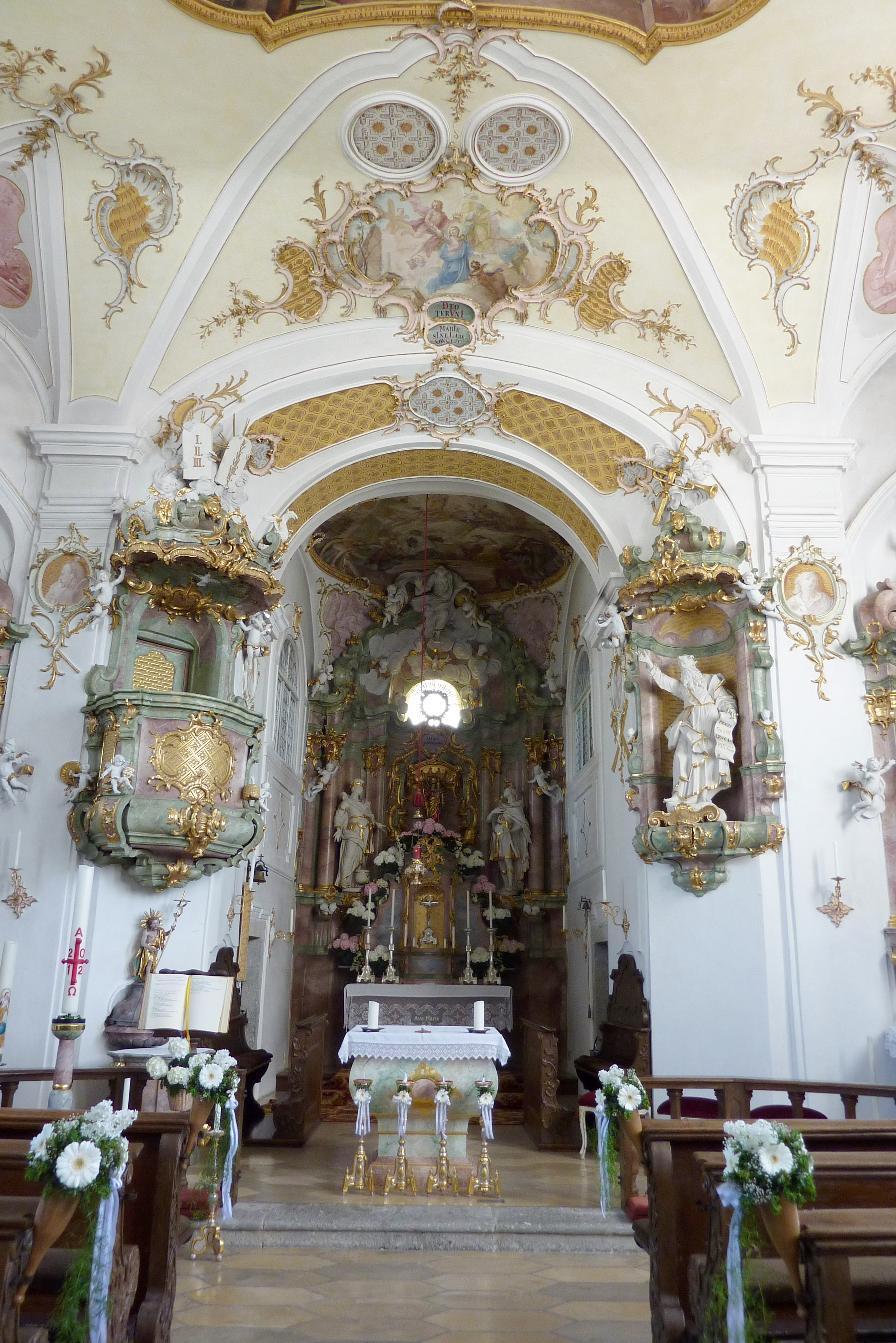
Langhaus und Chor

### Innenraum
Die einschiffige Chorturmkirche ist in drei Achsen unterteilt. Das Langhaus wird von einem Muldengewölbe mit Stichkappen gedeckt. Im Osten schließt sich ein eingezogener, korbbogig geschlossener Chor mit Flachkuppel und seitlichen Oratorien an. Die Wände des Chores und des Langhauses werden durch Pilaster gegliedert. Im Osten öffnen sich in den abgeschrägten Ecken des Langhauses flache Altarnischen. Den westlichen Abschluss bildet eine auf Holzpfeilern aufliegende Doppelempore mit geschweiften Brüstungen.

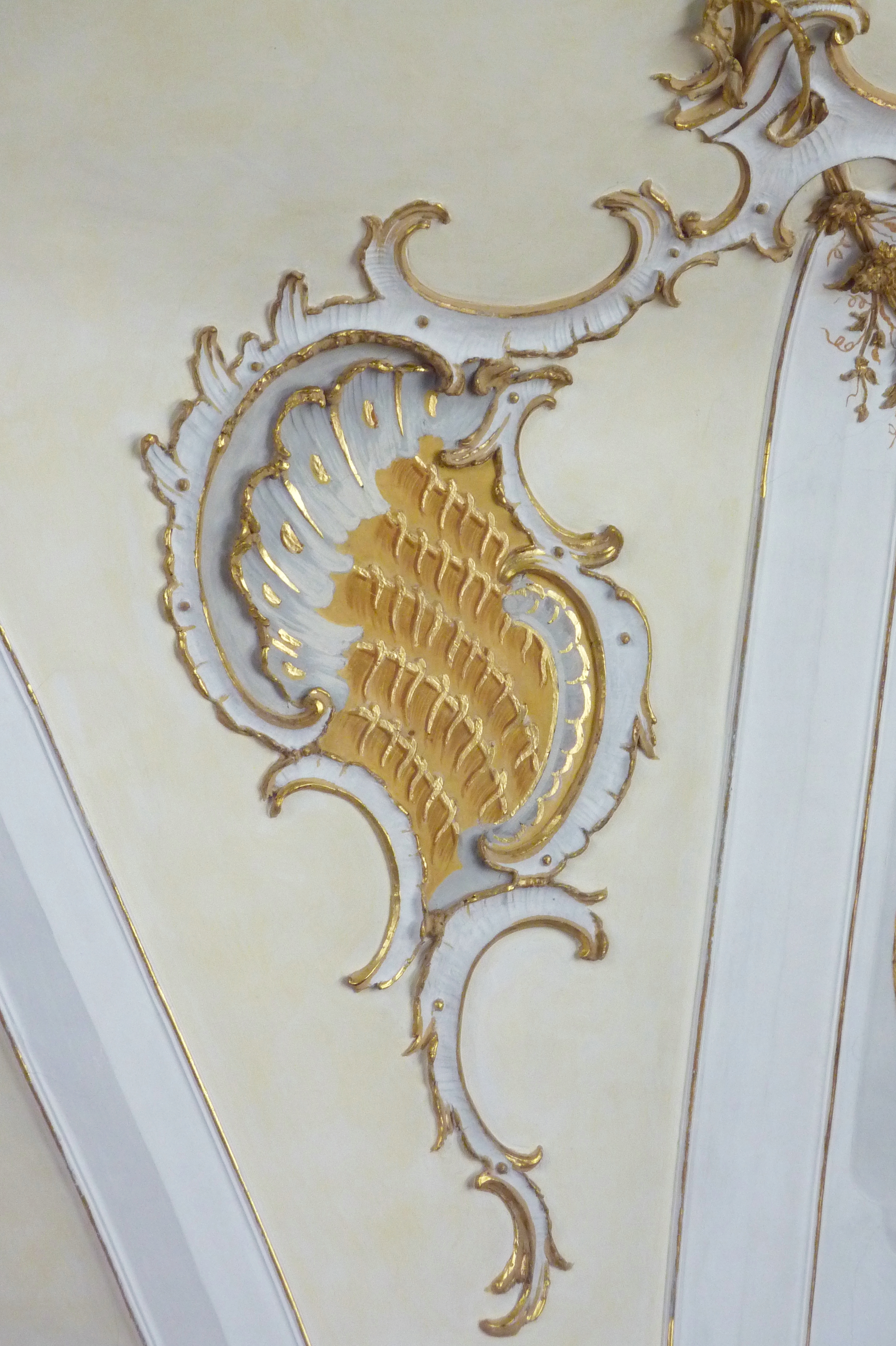
Stuckkartusche

## Stuck
Der Stuckdekor mit aufwändigen Muschelwerkkartuschen wird um 1767 datiert und Bartholomäus Hoiß zugeschrieben. Die Inschriften in den beiden Stuckkartuschen am Chorbogen weisen auf die Wesenseinheit von Gottvater, Gottsohn und Heiligem Geist („Deo ter VnI“) und die Unbefleckte Empfängnis Marias („MarIae sIne Labe ConCeptae“) hin, der die Kirche geweiht ist. In den Großbuchstaben (MDCCLVIII) verbirgt sich ein Chronogramm mit der Jahreszahl 1758.

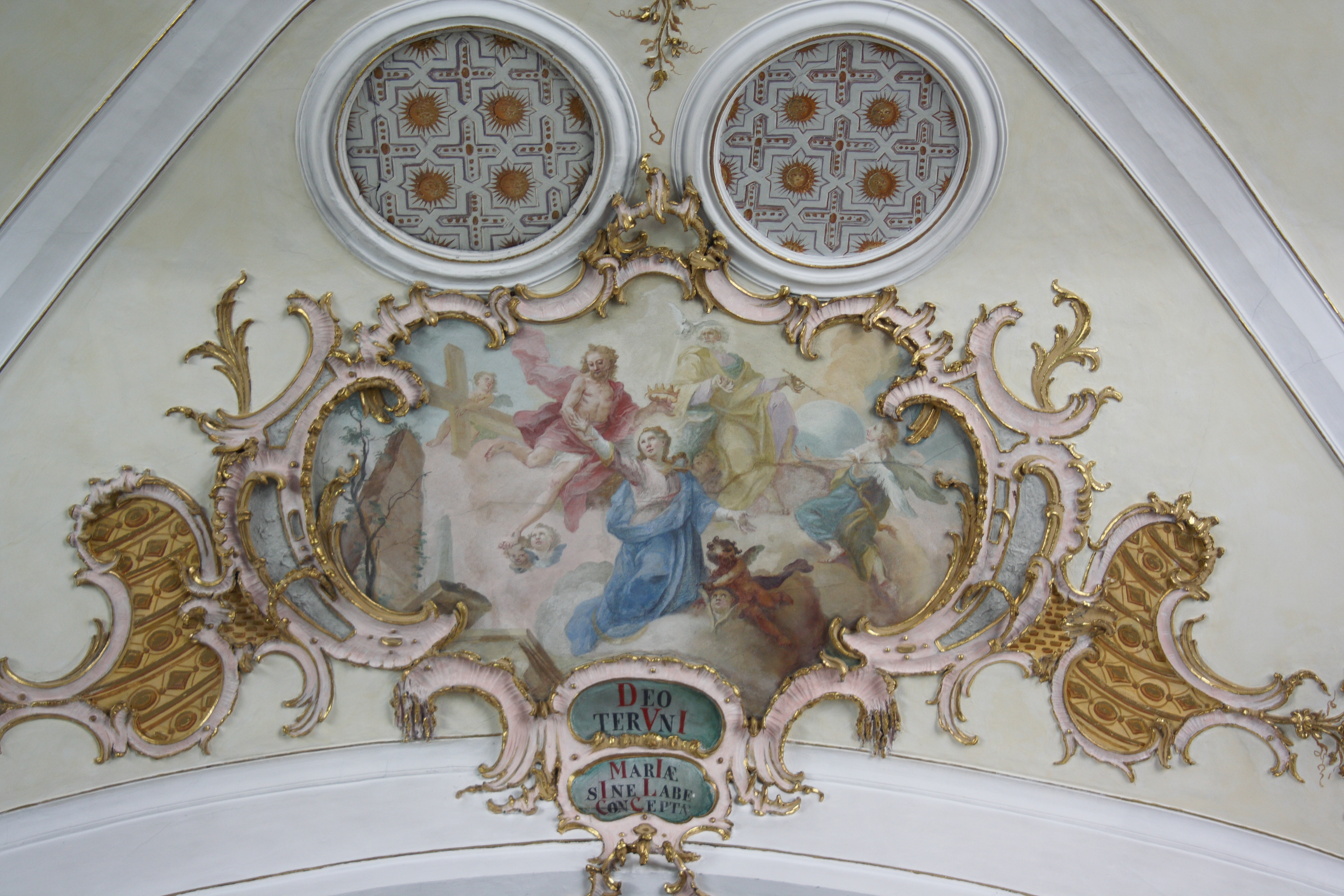
Chronogramm mit der Jahreszahl 1758

## Decken- und Wandmalerei
Die Deckenfresken wurden 1758 von dem in Lauingen ansässigen Johann Anwander (1715–1770) ausgeführt. Thema des Chorfreskos ist die Verehrung des Schwennenbacher Gnadenbildes durch die Bevölkerung. Das Fresko am Chorbogen stellt die Krönung Marias dar. Im Zentrum des Langhausfreskos wird Maria von der Dreifaltigkeit in den Himmel aufgenommen. Ungewöhnlich ist die Darstellung des Heiligen Geistes als Mann. Die Szenen an den Rändern sind der Verteidigung des Glaubens gewidmet. Die Gewölbezwickel und Stichkappen sind mit Stuckkartuschen und Szenen aus dem Marienleben (Verkündigung, Heimsuchung, Geburt Christi und Anbetung der Hirten, Heilige Drei Könige, der zwölfjährige Jesus unter den Schriftgelehrten, der Auferstandene erscheint seiner Mutter) verziert. Die emblematischen Darstellungen der Grisaillen sind Mariensymbole: eine Lilie zwischen Dornen, eine schwimmende Arche, die stürzenden Mauern von Jericho, die Leiche Dagons, ein ummauerter Garten (hortus conclusus) mit einer Schlange davor, die Bundeslade mit dem blühenden Aronstab, das Vlies des Gideon, der Thron Salomos.
In den Stuckkartuschen an den Pilastern sind die in Freskotechnik gemalten Köpfe der Zwölf Apostel dargestellt. Die in Öl auf Putz gemalten Kreuzwegstationen in Vierpassrahmen wurden vermutlich von Johann Anwander ausgeführt.

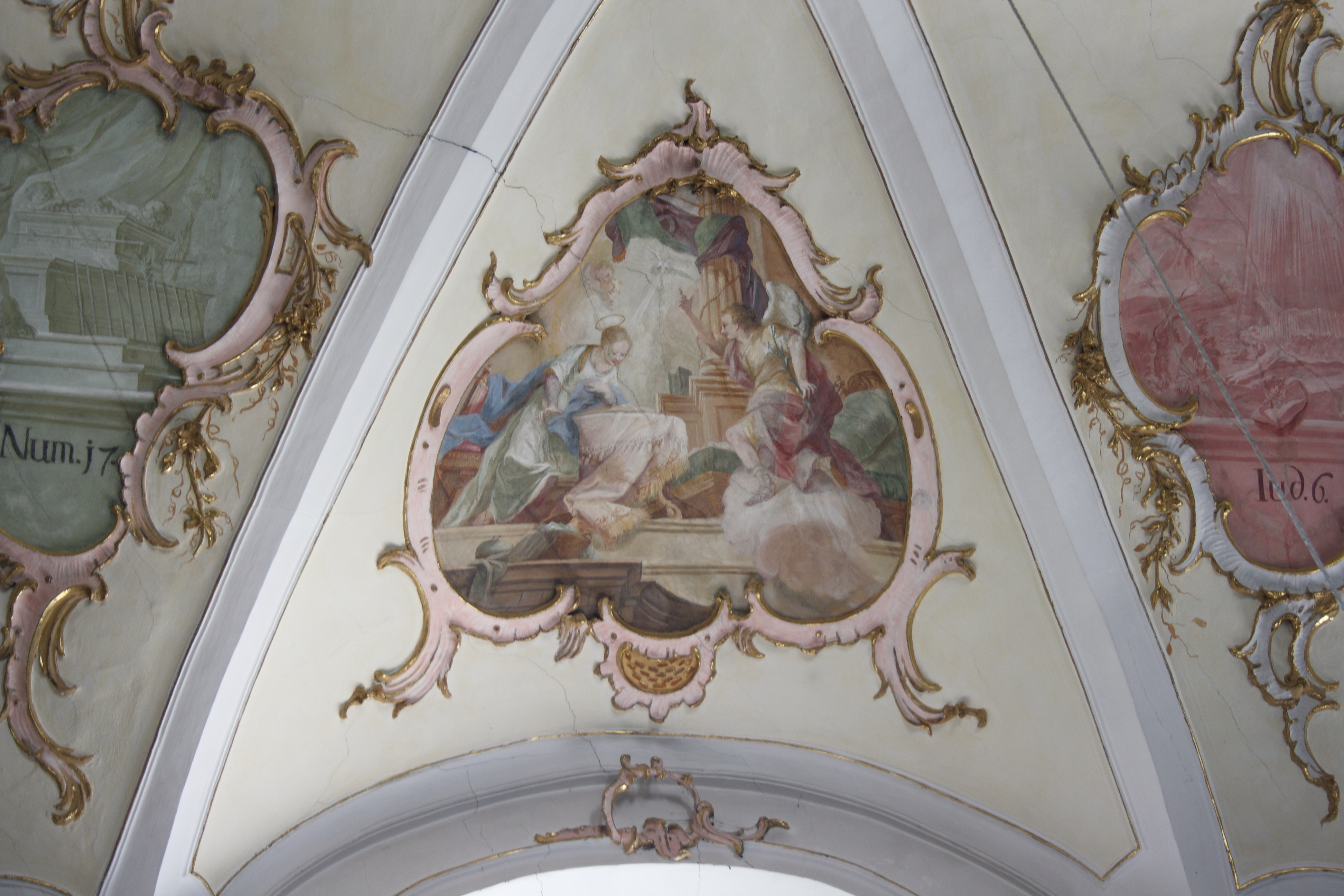
Verkündigung
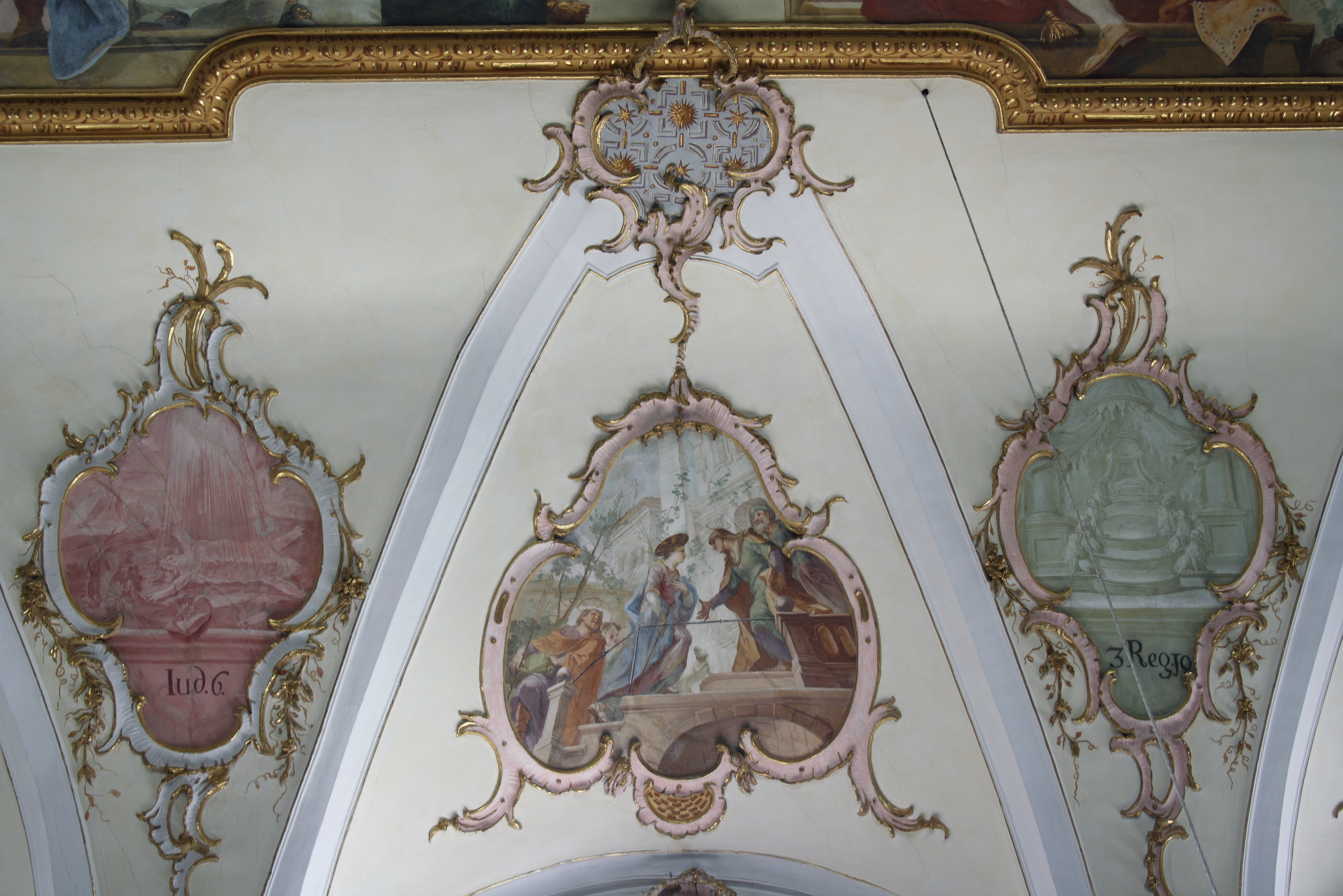
Heimsuchung (Mitte), Vlies des Gideon (links), Thron Salomos (rechts)
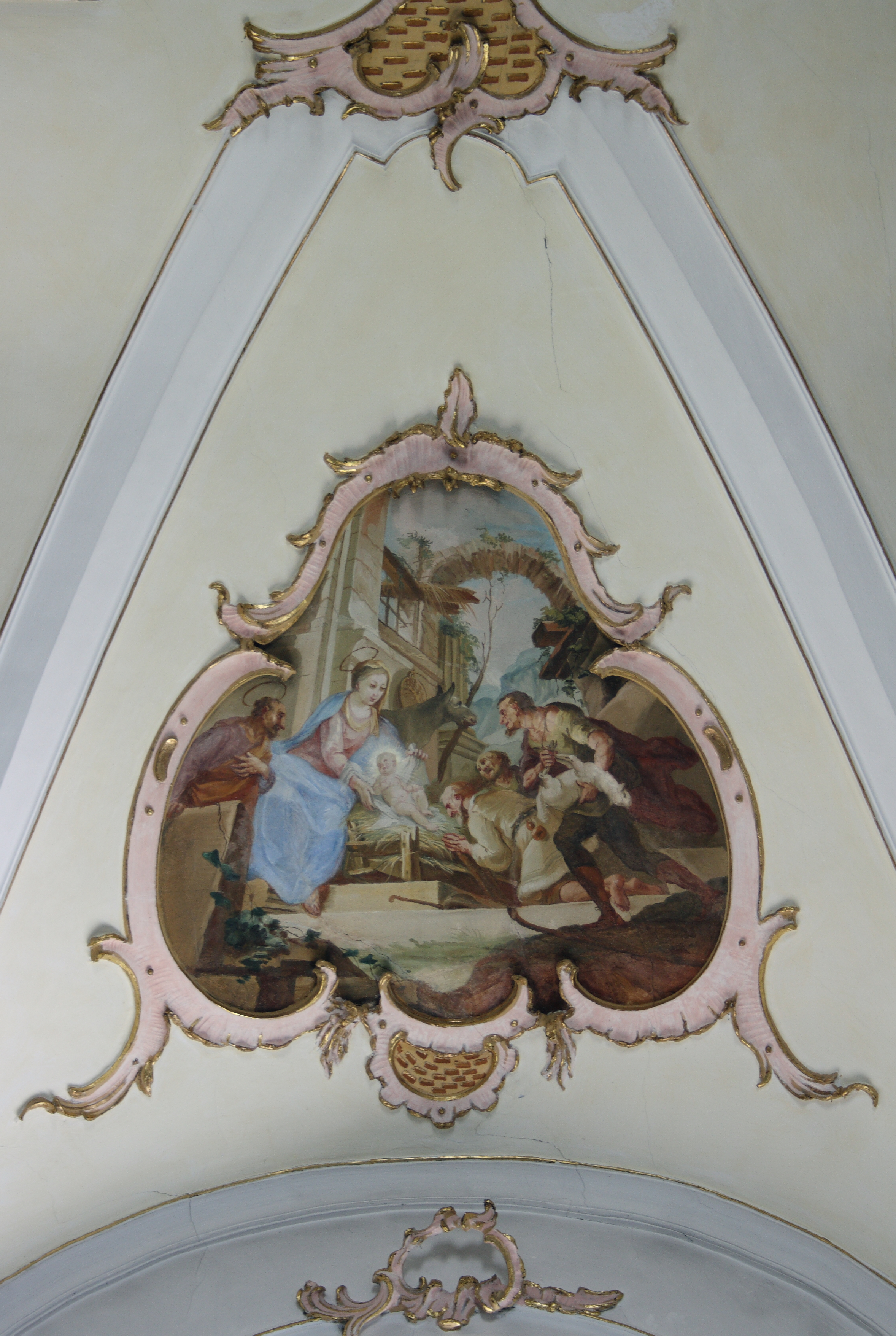
Geburt Jesu und Anbetung der Hirten
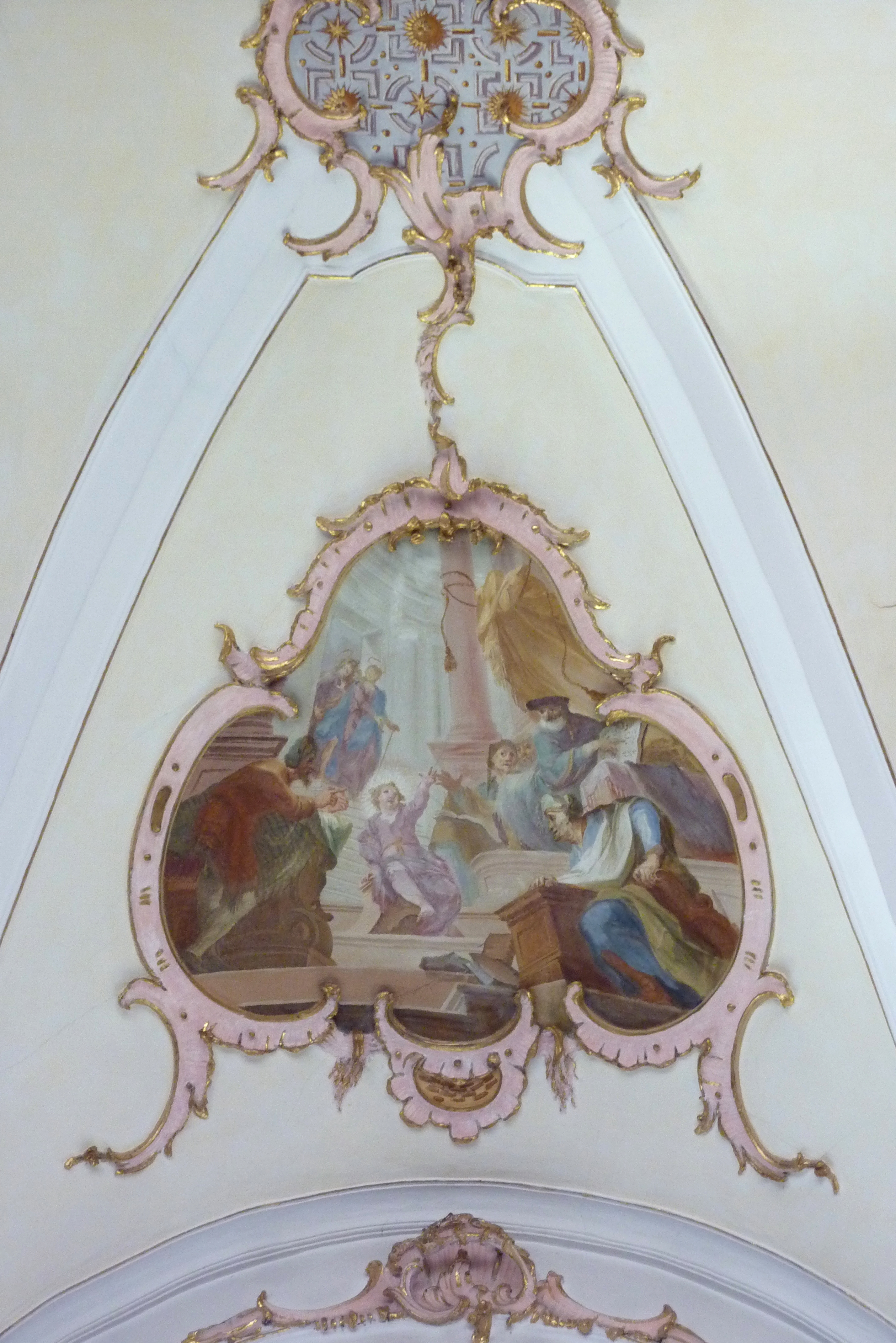
Jesus unter den Schriftgelehrten
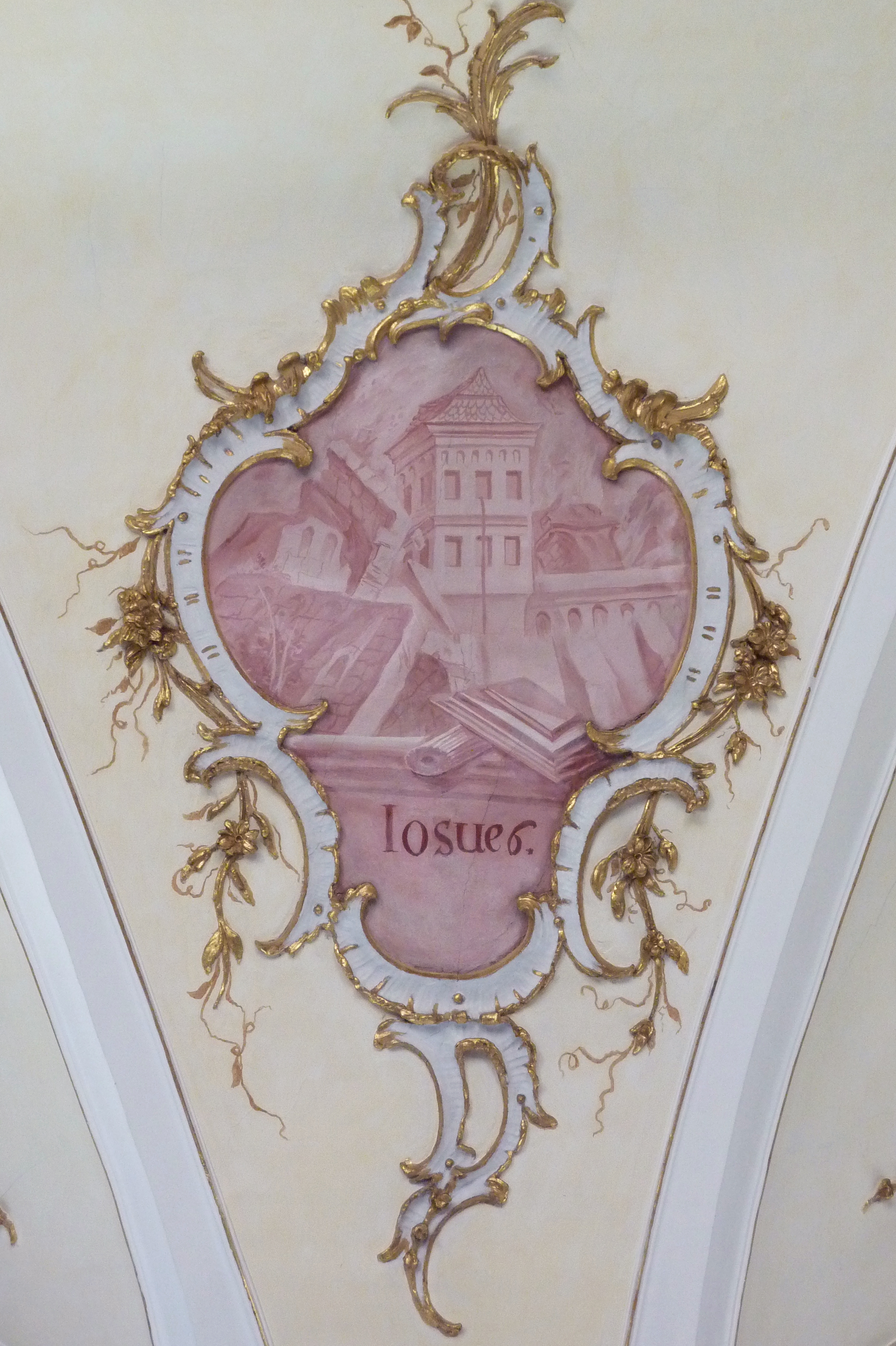
Einsturz der Mauern von Jericho

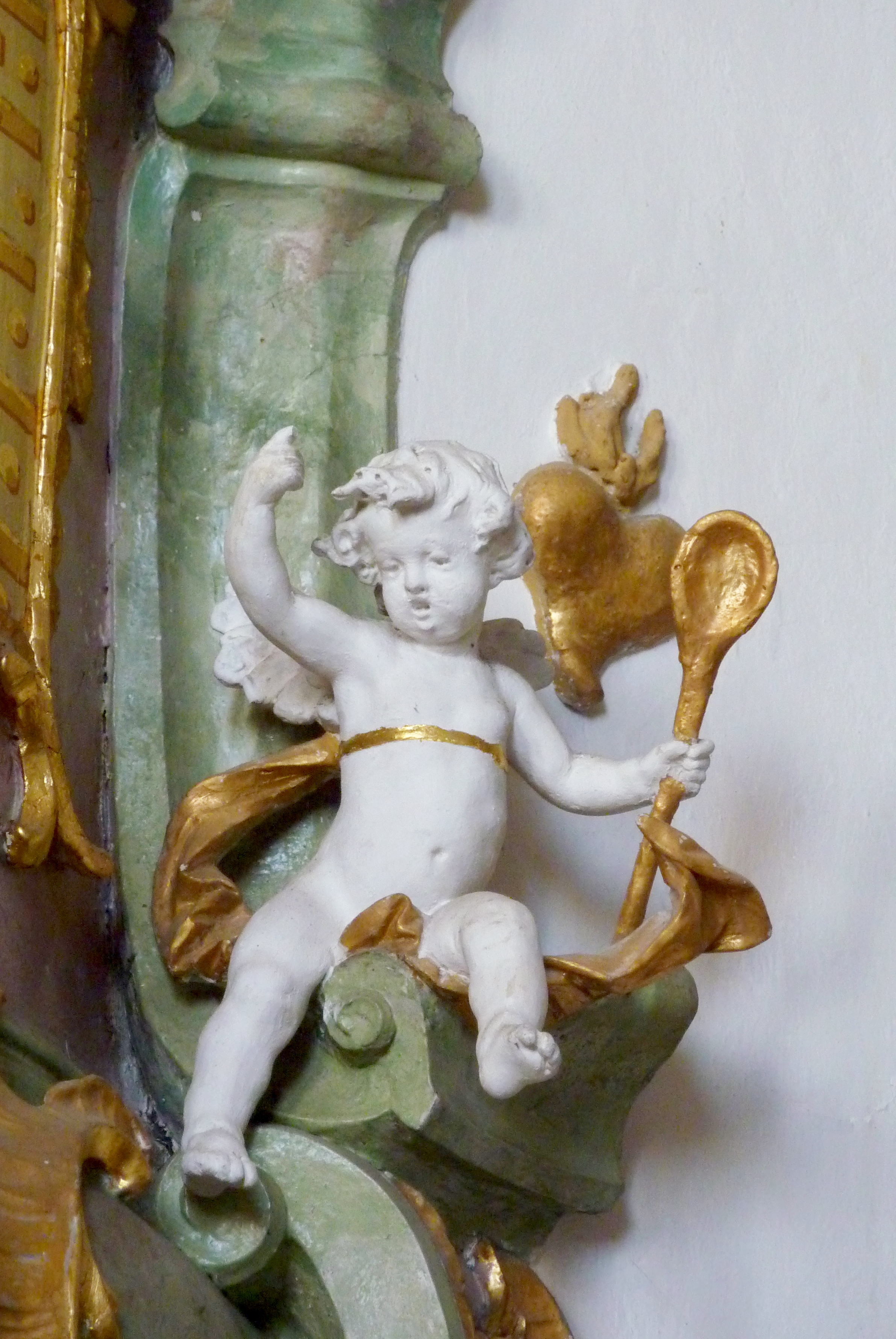
Engel mit Löffel, Attribut des heiligen Augustinus

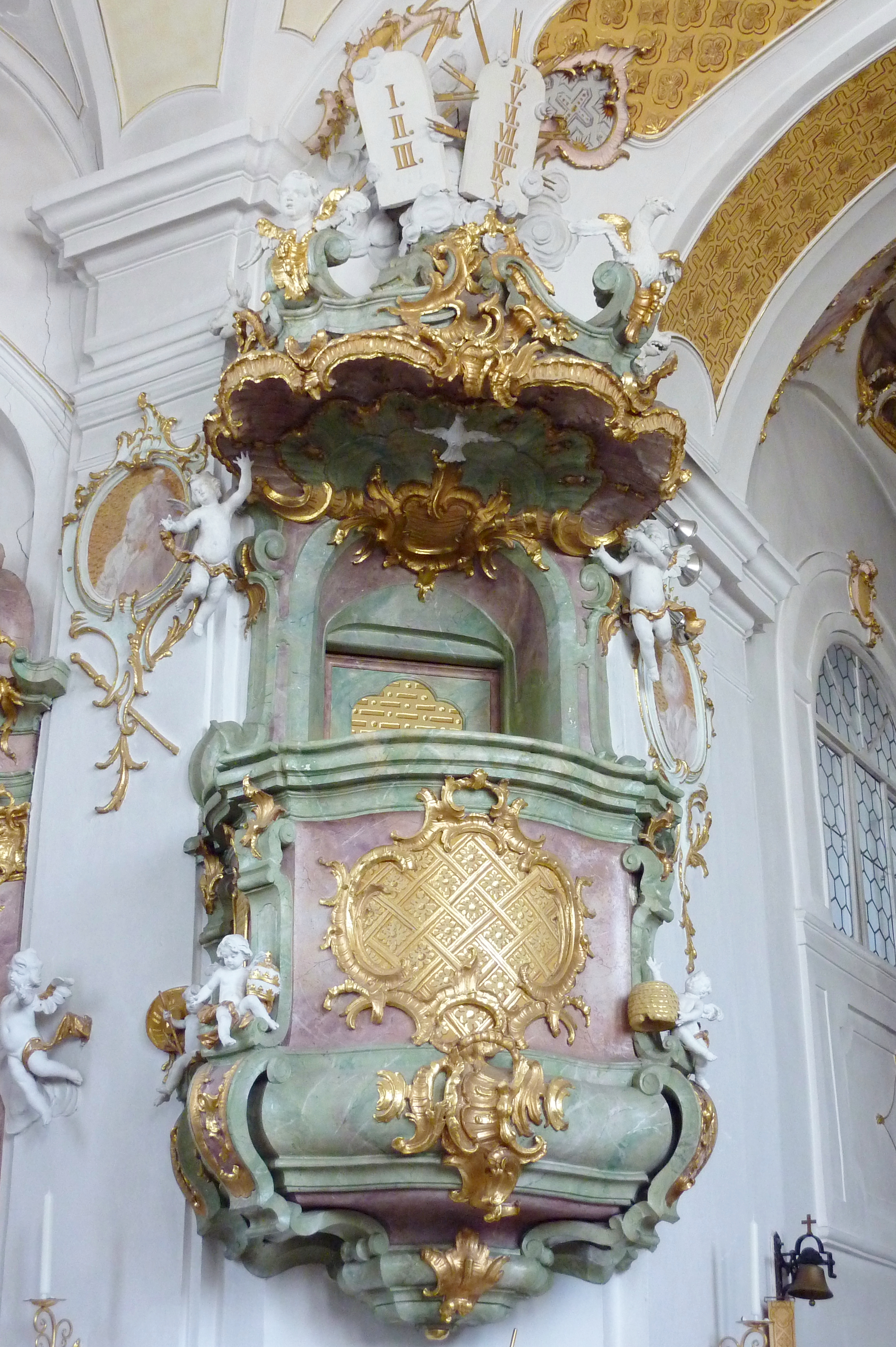
Kanzel

## Ausstattung
- Die Kanzel, der Hochaltar und die beiden Seitenaltäre stammen aus der Zeit um 1770 und wurden von Joseph Dossenberger, dem Baumeister des Augustiner-Chorherrenstifts Wettenhausen, gefertigt.

- Die beiden überlebensgroßen Figuren des Hochaltares stellen links den heiligen Vitus (mit Ölkessel)  und rechts den heiligen Sebastian (mit Pfeilen in der Hand) dar. Sie werden Franz Karl Schwertle zugeschrieben.
- Das Gnadenbild im Mittelschrein des Hochaltars, eine Holzskulptur der Muttergottes mit Jesuskind im Strahlenkranz, wird in das späte 17. Jahrhundert datiert.
- Der Kanzelkorb ist mit Putten besetzt, die die Attribute der vier abendländischen Kirchenväter in den Händen halten: den Kardinalshut des Hieronymus, die Papstkrone Gregors des Großen, den Bienenkorb des Ambrosius und den Löffel, mit dem ein Junge dem heiligen Augustinus zu verstehen gab, dass es ebenso unmöglich sei, das Meer auszuschöpfen wie Gott zu ergründen. Auf dem Schalldeckel sind die Symbole der Evangelisten dargestellt: der Stier des Lukas, der geflügelte Mensch des Matthäus, der Adler des Johannes und der Löwe des Markus.
- In der Nische gegenüber der Kanzel befindet sich eine Skulptur des Apostels Paulus, die ebenfalls Franz Karl Schwertle zugeschrieben wird.